# Black-Gletscher (Antarktika)
Der Black-Gletscher ist ein Seitengletscher des Lillie-Gletschers im ostantarktischen Viktorialand. Er fließt in nordöstlicher Richtung und markiert den südöstlichen Rand der Bowers Mountains. 
Das Gebiet wurde durch Vermessungsarbeiten des United States Geological Survey und mithilfe von Luftaufnahmen der United States Navy von 1960 bis 1962 kartografisch erfasst. Das Advisory Committee on Antarctic Names benannte den Gletscher nach dem US-amerikanischen Geologen Robert F. Black (1918–1983) von der University of Wisconsin, der in den 1960er Jahren an zahlreichen Untersuchungskampagnen in der Region um den McMurdo-Sund beteiligt war. 